# Mozart Camargo Guarnieri
Mozart Camargo Guarnieri (Tietê, 1º febbraio 1907 – San Paolo, 13 gennaio 1993) è stato un pianista, compositore e poeta brasiliano.
La sua opera è vastissima ed è il secondo musicista brasiliano contemporaneo più conosciuto, dopo Heitor Villa-Lobos.
Il suo archivio personale, composto oltre che dalle partiture da corrispondenza, dischi, articoli di giornale e altro ancora, è custodito all'Instituto de Estudos Brasileiros dell'Università di San Paolo.

## Biografia
Nato a Tietê il 1º febbraio 1907, apprese la musica dai genitori: il padre, Michele Guarneri, di Caltanissetta, era barbiere e musicista e suonava il flauto. La madre, Géssia de Arruda Camargo Penteado, suonava il pianoforte. Cominciò a studiare musica all'età di dodici anni, quando dedicò la sua prima composizione (1918) al suo primo insegnante.
Ebbe il suo maggiore periodo di gloria negli anni cinquanta, durante la cosiddetta Escola Paulista, che ebbe fra i suoi elementi Osvaldo Lacerda, Lina Pires de Campos, Marlos Nobre, Almeida Prado, Villani-Côrtes, Nilson Lombardi, Maria José Carrasqueira. Fra il 1956 e il 1961 fu assessore artistico-musicale del Ministero dell'Educazione, durante la presidenza di Juscelino Kubitschek. Nel 1972, a Porto Alegre, il connazionale Roberto Szidon diede la prima esecuzione assoluta del Concerto per pianoforte e orchestra n.4.
Nel 1975 divenne direttore dell'Orchestra Sinfonica dell'Università di San Paolo, carica che mantenne fino al 1993, anno della sua morte.

## Principali opere
- Sonho de Artista per pianoforte, 1918
- Dança Brasileira per pianoforte, 1928
- Canção Sertaneja per pianoforte, 1928
- Lembrança de Lozango Cáqui
- Toada do Pai do Mato
- Sai Aruê
- A Serra da Rola Moça
- Pedro Malasarte, opera, 1932
- Choro Torturado
- Dança Selvagem
- Ponteios 1-5 per pianoforte, 1931-58
- Dança Negra per pianoforte, 1946
- Toccata
- Sonata para Violino 1-7
- Sonata para Celo
- Quartetos de Cordas
- Angústia
- Toada à Moda Paulista
- Abertura Concertante
- Sinfonia 1-6
- Concerto para piano e orquestra 1-6
- Curuça, 1930
- Flor do Tremembé, 1937
- Encantamento, 1942
- Composição n°1 per violino e orchestra, 1942
- Abertura Concertante
- Missa Diligite
- Seca,
- Um Homem só, Oper, 1960

## Premi
Poco prima della sua morte gli fu assegnato il premio Gabriela Mistral, con la motivazione che era "il più grande compositore delle Americhe".